# Clare Burrage
Clare Joanna Burrage és una física de partícules britànica a la Universitat de Nottingham. Ha fet contribucions significatives a la investigació de l'energia fosca, utilitzant sondes astrofísiques i interferometria.

## Vida primerenca i educació
Burrage atribueix el seu amor per la cosmologia al fet de passar per davant del Lovell Telescope a l'Jodrell Bank Observatory quan era petita. Va assistir al Collingwood College, Surrey, aconseguint els nivells A en matemàtiques, matemàtiques addicionals i alemany. Va estudiar matemàtiques a la Universitat de Cambridge, aconseguint un màster el 2004 i la Part III dels Tripos de Matemàtiques el 2005. Per a la seva recerca de postgrau es va incorporar al grup d'Anne-Christine Davis del Departament de Matemàtiques Aplicades i Física Teòrica, estudiant Camps escalars i l'expansió accelerada de l'univers. Va detectar possibles indicacions de la partícula camaleònica esquiva al nucli galàctic actiu de Messier 87

## Recerca i carrera
Burrage va ser nomenada becaria postdoctoral al grup de física teòrica de DESY el 2008. Mentre treballava a DESY va trobar possibles indicacions astrofísiques de la conversió de axió-fotó. Es va traslladar a la Universitat de Ginebra l'any 2010, on va treballar en cosmologia. El 2011 Burrage fou nomenada investigadora Anne McLaren a la Universitat de Nottingham. Burrage utilitza l'observació de la llum de fonts astrofísiques per provar l'energia fosca. Va rebre una beca de recerca de la Royal Society l'anys 2013 i de nou el 2018. Va guanyar la Medalla i Premi Maxwell de l'Institut de Física 2015. Burrage treballa amb el Centre for Cold Matter de l'Imperial College London, on desenvolupa pols de llum per accelerar els àtoms en interferòmetres d'àtoms per la detecció de forces. En combinar observacions astrofísiques amb tècniques atòmiques, Burrage ha proporcionat els millors límits sobre les diferents maneres en què l'energia fosca pot interactuar amb la matèria.

### Participació pública
Burrage ha participat en diverses activitats de participació pública, com ara I'm a Scientist, Get Me Out of Here (Sóc un científic, treu-me d'aquí). Va formar part d'un programa d'emparellament de científics amb membres del parlament i ha presentat el seu treball al Palau de Westminster. Ha participat al Festival Internacional d'Edimburg i al Hay Festival. Va ser seleccionada pel Consell Britànic per representar el Regne Unit a Science Alive (Ciència Viva) a Hong Kong. Ha participat en la guardonada sèrie de vídeos de física a YouTube Sixty Symbols.
Burrage ha estat entrevistada per Morgan Freeman a la temporada 2 de Through the Wormhole.